# Szent Oszkár
Brémai Anszgár (német: Ansgar von Bremen) vagy egyházi nevén Szent Oszkár, illetve Szent Ansgar (801. szeptember 8. – 865. február 3.), „Észak apostola”, a dánok megtérítésének megkezdője, a hamburgi-brémai érsekség megalapítója és az első hamburgi érsek. Életrajzát tanítványa és utóda Rimbertus írta (meghalt 888-ban) meg, Oszkár egy másik tanítványával együtt, Vita Anscarii címmel, mely magyarul is olvasható.  
Gualdus corveyi apát versbe foglalta a Vitat, továbbá fontos információk találhatók Oszkárról egyik utódának, Brémai Ádámnak Gesta Hammaburgensis ecclesiae pontificum című művében is. Magyarországon a katolikusok Szent Anszgár néven is emlegetik.

## Szent Oszkár élete
Oszkár, vagy latinosan Anscarius 800 körül született, valószínűleg szász szülőktől Flandriában, vagy Pikárdiában. Már korai gyermekkorától látomásai voltak, emiatt ötévesen szülei Corbie apátságába küldték szerzetesnek. Húszévesen Corbie egyik 
fiókapátságába, a Weser-parti Corvey-ba küldték tanítónak. Itt hírnevet szerzett látomásaival és képzettségével, emiatt Jámbor Lajos őt küldte keresztfiának, az Ingelheimben 826-ban megkeresztelt dán trónkövetelőnek, Haraldnak 
kísérőjéül, hogy kezdje meg az északi népek térítését.
“A kereszténység skandináviai térnyerése 3 szakaszra osztható. A 820-as években a dánokhoz és a svédekhez irányuló missziók – amelyeknek irányítója a 
831-ben alapított hamburgi érsekség és Szent Oszkár, “Észak apostola” volt – jelentették a kezdetet. A második szakasz a 9. század második felében 
bontakozott ki, amikor tolerálni kezdték a kereszténységet Dániában és Svearban, (Svédország keleti részén); engedélyezték a keresztelést és az 
igehirdetést, sőt templomok építését is. Ennek eredményeként 948-ban Dániában már püspökségek is léteztek. A harmadik szakasz az uralkodók végleges 
áttérése volt. Dániában ez 965 körül, míg a másik két országban a 10–11. század fordulóján következett be. Amikor 965 körül Kékfogú Harald (kb. 945–986) dán király felvette a kereszténységet, erről egy későbbi krónikás így írt: “a dánok már régen keresztények voltak, de mégis bálványokat tiszteltek pogány kultuszokkal.”
826 folyamán, Rimbertus tudósítása szerint Oszkár sokakat megkeresztelt tevékenységének első állomásain: Haithabuban, az Északi-tenger egyik
fontos kereskedelmi központjában, illetve Ribe városában. A dánok azonban fellázadtak Harald ellen, aki emiatt hamarosan kénytelen volt elmenekülni – 
Oszkár követte patrónusát Rüstringenbe. Három évvel később újra útnak indult Birka kesekedővárosba – ekkor azonban vikingek támadták 
meg és fosztották ki hajóját. Oszkár túlélte a találkozást és eljutott a Mälaren tó szigetén levő Birkába, de az ott folytatott térítő tevékenysége eredménytelen maradt.
831-ben, vagy talán 832-ben áttelepült Hammaburgba, melyet IV. Gergely pápa korábban érseki rangra emelt. Oszkár itt iskolát hozott 
létre, és hozzákezdett az érsekség szervezetének kiépítéséhez. 845-ben azonban a vikingek felhajóztak sárkányos hajóikon (dakkar) az Elbán, és megsemmisítették a püspöki-érseki központot – innen Oszkár Brémába menekült, és innen folytatta a térítő tevékenységet. 849-ben Horik dán király engedélyezte számára, hogy újra térítőmunkába fogjon és Haithabuban, majd Ribében templomot építsen. 865-ben bekövetkezett halála után azonban hívei nagy része szétszéledt és az újonnan szervezett egyházmegyék szétzilálódtak.

## A Vita Anscarii
A szerzőség kérdése vitatott volt hosszú ideig, mivel a Vita nem említi, hogy ki írta – azonban Brémai Ádám egyik utalásából kiolvasható, hogy Rimbertus
volt a szerző, Oszkár egy másik, név szerint nem említett tanítványával, codiscipulusával. Rimbertus egyébként maga is meg van említve a műben, mint 
Oszkár hű híve. A könyv tendenciózus alkotás, Rimbert és szerzőtársa célja annak bemutatása volt, hogy Oszkár rendelkezett a szentség megszerzéséhez 
szükséges csodákkal – és egyben az is, hogy jótékonyan elfedjék, hogy Oszkár nem halt vértanúhalált, mint az “illett volna” egy térítő szent esetében. A 
mű emiatt teli van Oszkár csodás látomásainak leírásával, melyek bizonyítani hivatottak Oszkár életszentségét. Ebbéli igyekezetében a Vita célt ért: Oszkárt szentté avatták, emléknapja február 3.
A mű nem kronologikus sorrendben halad: Rimbertus és társa emlékezetből írta meg művét, mely a két hosszú, évekig tartó térítőút köré összpontosul. Mivel
a korból nem maradt fenn az északi népek mindennapjaira vonatkozó egykorú forrás, emiatt a Vita Anscarii minden hagiografikus jellege ellenére elsőrendű 
fontosságú forrás – Domanovszki Sándor egyenesen Észak Tacitusának nevezi – utalva ezzel Tacitus Germania című művére.

## Kapcsolódó szócikk

### Térítő szentek
- A frízek apostola:  Szent Willibrord
- Írország megtérítője: Szent Patrik
- Germánia tanítója (praeceptor Germaniae): Szent Bonifác
- A szlávok megtérítői: Szent Cirill és Metód
- A lengyelek és poroszok megtérítője: Szent Adalbert
- A magyarok megtérítője: Szent Gellért
- A britek megtérítője, az angolok apostola: Canterbury Szent Ágoston
- A frankok megtérítője: Szent Remigius
- ̈A svédek térítőjeː Unni érsek

### Északi történetírók
- Brémai Ádám
- Saxo Grammaticus